# Gera (distrikt)
Gera är ett distrikt i Etiopien.   Det ligger i regionen Oromia, i den västra delen av landet, 300 km sydväst om huvudstaden Addis Abeba.